# Монте-Верде
Монте-Верде, исп. Monte Verde, букв. Зелёная Гора — археологический памятник в южно-центральной части Чили.
Возраст памятника составляет около 14,5 тыс. лет. Если возраст Монте-Верде определён верно, то это является свидетельством появления в Америке палеоиндейцев как минимум за 1000 лет до Кловиса. Первоначально находки в Монте-Верде отвергались археологическим сообществом, однако со временем стали получать всё большее признание, несмотря на продолжающуюся критику со стороны тех, кто отстаивает теорию, что первая волна заселения Америки людьми была связана с Кловисом.